# Creu de la Secla
La Creu de la Secla, o Creu de la Séquia, o Creu del camí de Menàrguens és una creu de terme del municipi de Balaguer (Noguera) situada en un costat de la carretera de Balaguer a Alfarràs, concretament on hi ha el desviament cap a Menàrguens. Està inclosa en l'Inventari del Patrimoni Arquitectònic de Catalunya.

## Descripció

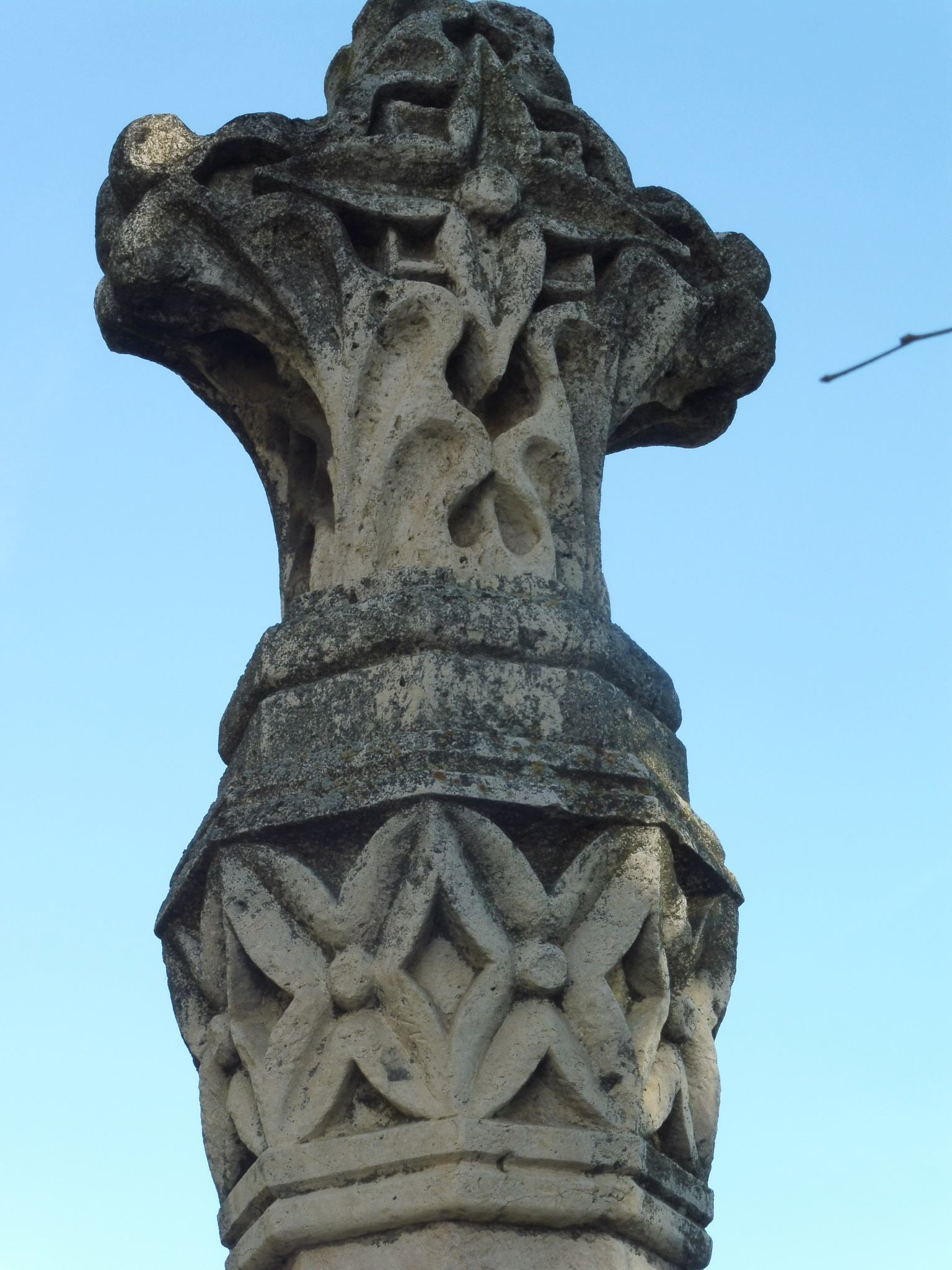
Detall de la creu

Creu de terme situada al sud de la ciutat de Balaguer, a l'extrem final del carrer de la Divina Pastora, allà on s'inicia la carretera vella de Menàrguens (C-12z), just a la cruïlla on s'inicia l'antiga carretera de Castelló de Farfanya (ara vial urbà). L'element es troba envoltat de vegetació, en el voral est de la via, al costat contrari on hi ha el talús. El conjunt monumental, tot de pedra, amida 3,56 metres d'alçada, comprenent peanya, base, fust i capitell i la creu pròpiament dita. La peanya és octogonal, actualment gairebé arran del terreny excepte per la part més excèntrica on s'aixeca 0,30 metres. Damunt hi ha una robusta base vuitavada d'1,10 metres partida en dos cossos, de 0,58 i 0,50 respectivament, amb un anell motllurat a l'extrem superior. El fust, vuitavat i llis, d'1,23 metres d'alçada i 0,25 metres de gruix, s'endevina proporcionalment curt respecte al conjunt. Precedint la creu hi ha el capitell, delimitat per dos anells, vuitavat i amb un motiu floral a cada cara. Coronant el conjunt hi ha la creu pròpiament dita, amb idèntica ornamentació a cada costat: quatre braços decorats amb formes vegetals als extrems, i una flor de quatre pètals al centre, al lloc del cos de Crist.

## Història
La creu original, datada dels segles XVII-XVIII, va desaparèixer amb la guerra civil essent l'actual restituïda a posteriori i de nova factura. L'antiga creu es pot observar en fotografies de principis del segle xx. A semblança de les altres creus de la ciutat (de Santa Maria, dels Erals, de Sant Domènec i Creu trencada) se situava en un punt estratègic foramurs, fent la funció de delimitar els extrems de la ciutat. La nova creu, molt diferent a l'original, es va col·locar a l'altre costat de la carretera, a uns 10 metres.